# Johann Anton Coberg
Johann Anton Coberg (* 1650 vermutlich in Rodenberg; † 1708 in Berlin) war ein deutscher Komponist, Hoforganist und Cembalist.

## Leben
Johann Anton Coberg zog in jungen Jahren nach Hannover und war dort vermutlich Schüler von Clamor Heinrich Abel und Nicolaus Adam Strungk. 1668 trat er in die Hannoversche Hofkapelle ein. Er wurde der erste Organist der Neustädter Kirche und später ab 1681 Hoforganist von Herzog Ernst August. Auf Vorschlag von Agostino Steffani wurde ihm auch die musikalische Ausbildung der herzoglichen Familie anvertraut, so jene der späteren preußischen Königin Sophie Charlotte, die ihn besonders schätzte. Sophie Charlotte veranlasste auch, dass Coberg mehrmals zu mehrmonatigen Aufenthalten an den preußischen Hof entsandt wurde. Während des letzten dieser Aufenthalte starb er an einem Schlaganfall und wurde in Berlin begraben.
Coberg verfasste kirchenmusikalische Werke, Stücke für Orchester, Orgel und Cembalo. Sein Nachlass ging in den Besitz seines Neffen, des Kantors C. A. Heinert in Minden über. Der Großteil seiner Werke scheint verlorengegangen zu sein, darunter auch die von Johann Mattheson erwähnten Regeln vom Generalbass samt einer kurzgefassten Übung in den Dissonanzen.
Cobergs Tochter Sophia Margaretha heiratete 1709 den hannoverschen Orgelbauer Christian Vater.
Im Jahr 2013 wurde Coberg durch die Aufstellung einer von Ewald Rumpf geschaffenen Bronzeskulptur im Garten von Schloss Rotenburg geehrt. Allerdings handelte es sich bei der Annahme, Coberg sei in Rotenburg geboren, vermutlich um einen historischen Irrtum aufgrund einer fehlerhaften Quelle.